# Oxydothis pandanicola
Oxydothis pandanicola är en svampart som först beskrevs av Syd. & P. Syd., och fick sitt nu gällande namn av Franz Petrak 1952. Oxydothis pandanicola ingår i släktet Oxydothis, ordningen kolkärnsvampar, klassen Sordariomycetes, divisionen sporsäcksvampar och riket svampar.   Inga underarter finns listade i Catalogue of Life.